# ASPHALT LADY
「ASPHALT LADY」（アスファルト・レディ）は、日本のロックバンドである杉山清貴&オメガトライブの楽曲。1983年10月21日にVAPから2枚目のシングルとしてリリースされた。

## 背景
作曲を担当した林哲司によると、前作「SUMMER SUSPICION」（1983年）を制作した際に、歌謡曲的な部分である「ドメスティックさ」を意識しすぎたあまり、歌謡曲特有のあざとさを追い求めすぎていて、林自身もそれに従ってしまったと懐古している。続けて、杉山清貴&オメガトライブのアーティストとしての認知がデビュー曲の段階でまだ確立されていない段階のまま楽曲先行で売れた結果、ディスクジャケットに本人たちが出ていなかったことや、アーティストとしての存在が曲のヒットによって定着していなかったのもあって、それらを見誤ってこの作品をリリースしたと語っている。事実、前作は36万枚のヒットとなったが、この作品は6万枚しか売れず、制作側は「あの30万人はどこへいっちゃったのか」という反省を踏まえたうえで制作したのが、次作の「君のハートはマリンブルー」（1984年）だという。

## 制作
カップリング曲である「A.D.1959」は、デビューする際に、アルバム『AQUA CITY』（1983年）に収録される「海風通信」とともにレコーディングした楽曲で、当初はRVCからデビューという話があったものの結局は流れしまい、プロデューサーでトライアングル・プロダクションの社長だった藤田浩一が「これも悪くないけどもう1曲書いてくれないかな。もうちょっとドメスティックなメロディー、泣き（哀愁感）のあるものにしてほしいんだよね」という依頼で再度制作され、VAPからリリースされたのが「SUMMER SUSPICION」である。

## リリース
1983年10月21日にVAPから7インチレコードのみリリースされた。
1988年2月21日に8cmCDのみ再リリースされた。

## 収録曲
| 全作曲・編曲: 林哲司。 |                                        |           |            |      |
| #                      | タイトル                               | 作詞      | 作曲・編曲 | 時間 |
| 1.                     | 「ASPHALT LADY」(アスファルト・レディ) | 康珍化    | 林哲司     | 4:00 |
| 2.                     | 「A.D.1959」                           | 秋元康    | 林哲司     | 4:58 |
| 合計時間:              | 合計時間:                              | 合計時間: | 8:58       |      |

## リリース履歴
| No. | 日付           | レーベル | 規格            | 規格品番 | 備考         |
| --- | -------------- | -------- | --------------- | -------- | ------------ |
| 1   | 1983年10月21日 | VAP      | 7インチレコード | 10104-07 |              |
| 2   | 1988年2月21日  | VAP      | 8cmCD           | 20023-10 | 再リリース盤 |

## カバー
| 曲名             | アーティスト | 収録作品（初出のみ）                       | 発売日         | 備考         | 出典  |
| ---------------- | ------------ | ------------------------------------------ | -------------- | ------------ | ----- |
| 「ASPHALT LADY」 | 杉山清貴     | ライブ・アルバム『I WANNA HOLD YOU AGAIN』 | 1993年10月25日 | セルフカバー | [ 4 ] |